# Alaska (Fast Animals and Slow Kids)
| Recensione | Giudizio |
| ---------- | -------- |
| Ondarock   | 6/10     |
| Rockit     | Positivo |

Alaska è il terzo album in studio del gruppo musicale italiano Fast Animals and Slow Kids, pubblicato il 3 ottobre 2014 dalla Woodworm. È stato anticipato dal singolo Come reagire al presente.

## Tracce
1. Overture – 4:24
2. Il mare davanti – 3:29
3. Come reagire al presente – 3:23
4. Coperta – 3:08
5. Te lo prometto – 2:11
6. Calci in faccia – 3:15
7. Con chi pensi di parlare – 4:18
8. Odio suonare – 3:31
9. Il vincente – 2:34
10. Gran final – 7:59

Durata totale: 38:12

## Formazione

### Gruppo
- Aimone Romizi – voce, chitarra, percussioni
- Jacopo Gigliotti – basso
- Alessandro Guercini – chitarra
- Alessio Mingoli – batteria

### Altri musicisti
- Nicola Manzan – violino in Overture e Gran final